# I Am Greta
I Am Greta é um documentário co-produzido internacionalmente em 2020, dirigido por Nathan Grossman, seguindo a ativista das mudanças climáticas Greta Thunberg.

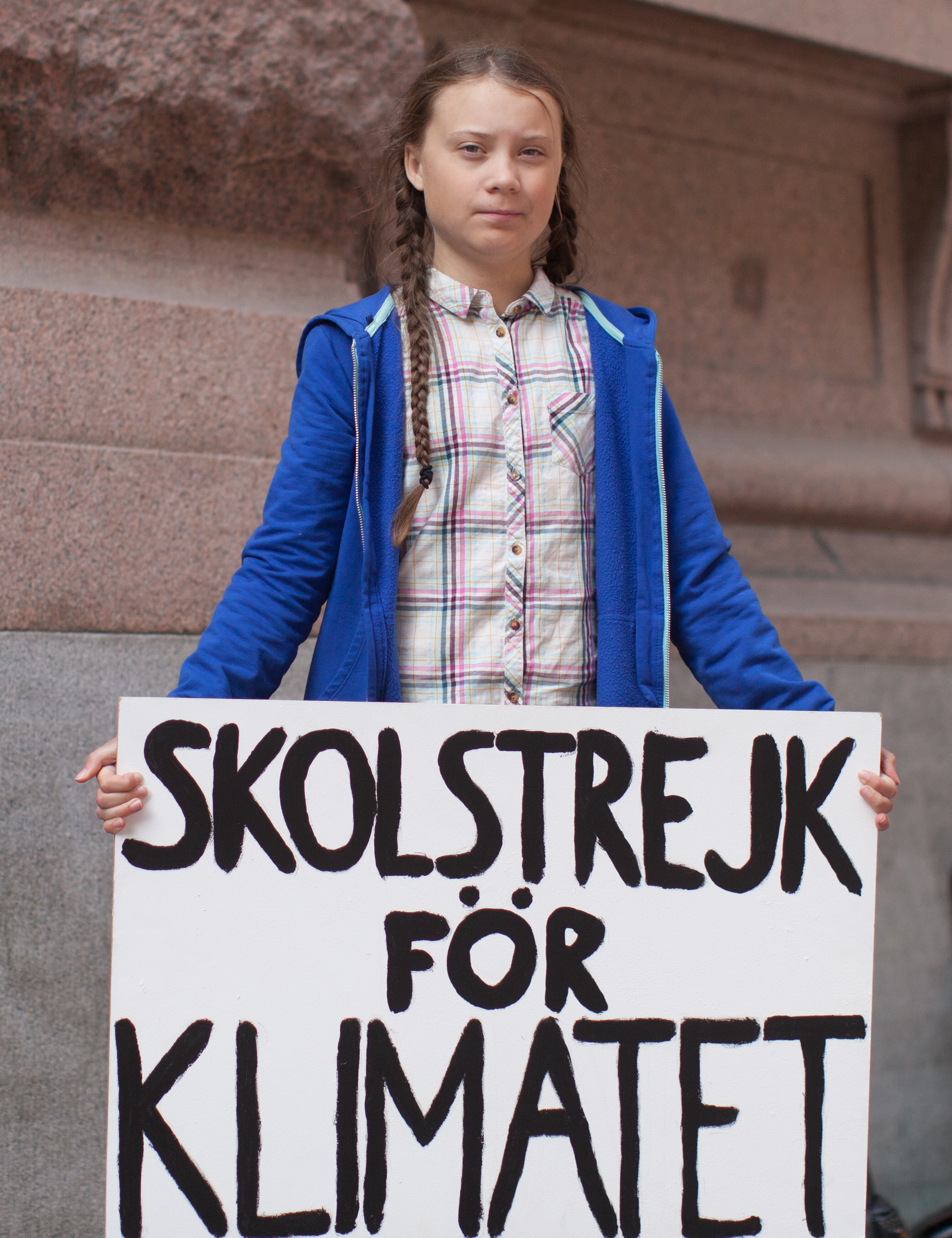
Greta Thunberg

O filme teve sua estreia mundial no 77º Festival Internacional de Cinema de Veneza em 3 de setembro de 2020. Foi lançado no Hulu em 13 de novembro de 2020.

## Produção
Em dezembro de 2019, foi anunciado que Nathan Grossman dirigiria o filme documentando Greta Thunberg, com distribuição do Hulu.

## Lançamento
I Am Greta teve sua estreia mundial no 77º Festival Internacional de Cinema de Veneza em 3 de setembro de 2020. Ele também foi exibido no Festival Internacional de Cinema de Toronto em 11 de setembro de 2020 e no Filmfest Hamburgo em 3 de outubro de 2020. O filme foi lançado no Reino Unido e na Alemanha em 16 de Outubro 2020, Dogwoof e Filmwelt. Foi lançado nos Estados Unidos em 13 de novembro de 2020.

## Recepção

### A recepção crítica
I Am Greta detém uma classificação de aprovação de 78% no site agregador de resenhas Rotten Tomatoes, com base em 74 resenhas, com uma média ponderada de 7,00/10. O consenso do site diz: "O público pode não aprender nada de novo com I Am Greta, mas sua emocionante crônica dos esforços do jovem ativista é inspirador." No Metacritic, o filme tem uma classificação de 69 de 100, com base em 20 críticas. 